# Station Hamburg Wandsbeker Chaussee
Station Hamburg Wandsbeker Chaussee (Haltepunkt Hamburg Wandsbeker Chaussee, kort: Haltepunkt Wandsbeker Chaussee) is een spoorweg- en metrostation op de grens van de stadsdelen Eilbek en Wandsbek van de Duitse stad Hamburg. Het station is onderdeel van de S-Bahn van Hamburg aan de spoorlijn Hamburg Hauptbahnhof - Hamburg-Poppenbüttel en heeft een halte in de metro van Hamburg (U-Bahn).

## S-Bahn

### Geschiedenis
Het huidige S-Bahnstation werd in 1906 met de verlenging van de Verbindingsbaan naar Ohlsdorf als halte van de Hamburg-Altonaer Stadt- und Vorortbahn geopend. Rond 1934 werd voor het eerst de naam S-Bahn gebruikt.

### Indeling
De S-Bahnstation is een eenvoudige halte met een eilandperron. De sporen van de S-Bahn liggen naast het spoor van de Goederenomleidingsspoor Hamburg in een open bak onder straatniveau. Deze kruisen ten noorden van het perron de straat Wandsbeker Chaussee, waar ook de toegang naar het perron is. Aan het zuidelijke einde kruist de straat Pappelallee via een brug het station, hier is geen toegang tot het station mogelijk.

### Verbindingen
De volgende S-Bahnlijn doet het station Wandsbeker Chaussee aan:
| Serie | Treinsoort        | Route | Bijzonderheden |
| ----- | ----------------- | --- | -------------- |
|       | S-Bahn (DB Regio) | Hamburg Airport – /Poppenbüttel – Ohlsdorf – Barmbek – Wandsbeker Chaussee – Berliner Tor – Hauptbahnhof – Altona – Blankenese – Wedel |                |

## Metro (U-Bahn)

### Geschiedenis

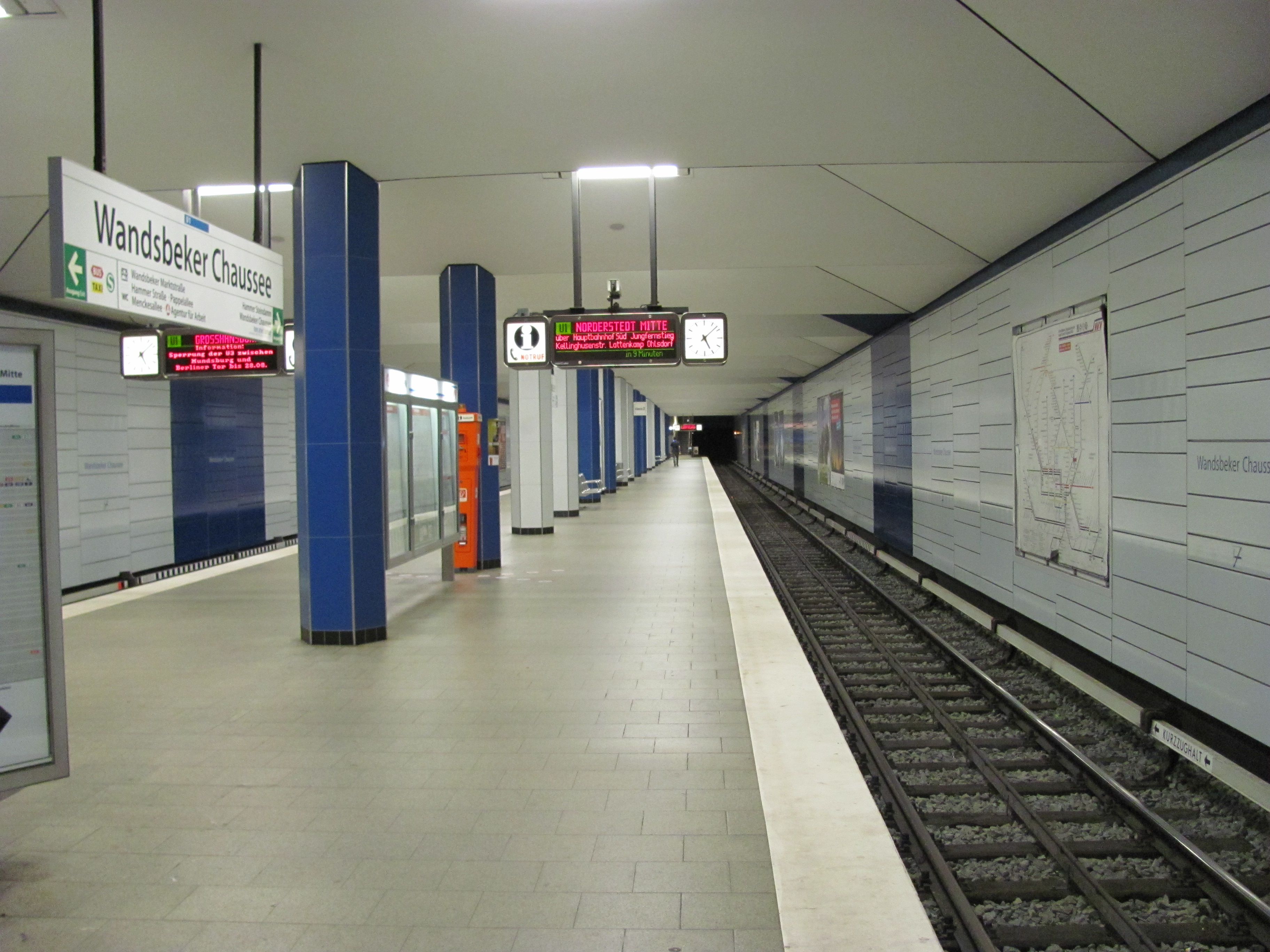
Metrostation Wandsbeker Chaussee in 2011

In 1962 werd het metrostation met de opening van het de metrolijn naar Wandsbek in gebruik genomen. De tussenverdieping met het stationshal werd meerdere malen verbouwd, die loketten werden gesloten en afgebroken, de kaartenautomaten meerdere malen veranderd en de bunkerfaciliteiten afgebouwd. Het perron bevond zich tot 2008 nog in oorspronkelijke toestand. In het jaar 2009 werden de wanden achter de sporen voorzien van een compleet opnieuw ontwerp. De tegels aan de wand hebben verschillende tonen blauw, vergelijkbaar met het metrostation Wartenau die verschillende tonen rood heeft.

### Indeling
Het metrostation ligt met een eilandperron in een tunnel onder de straat Wandsbeker Chaussee, ongeveer tussen de straten Seumestraße en Menckesallee. Het tunneltraject ligt hier relatief diep, omdat het ook onder de S-Bahnsporen moet doorlopen. Aan beide perronuiteinden zijn er trappen, die naar de tussenverdieping met servicewinkels (loket) loopt, welke diverse uitgangen heeft naar straatniveau.

### Verbindingen
De volgende metrolijn doet het station Wandsbeker Chaussee aan:
| Lijn | Route |
| ---- | --- |
|      | Ohlstedt/Großhansdorf – Volksdorf – Farmsen – Wandsbek-Gartenstadt – Wandsbek Markt – Wandsbeker Chaussee – Lübecker Straße – Berliner Tor – Hauptbahnhof Süd – Jungfernstieg – Kellinghusenstraße – Ohlsdorf – Fuhlsbüttel Nord – Norderstedt Mitte |

## Overstapmogelijkheden
Een directe en niveaugelijke verbinding tussen de S-Bahn- en metroperron is hier niet mogelijk, overstappers moeten via de straat van het ene station naar het andere lopen. Op het straatniveau liggen tussen de uitgangen van beide stations een bushalte voor diverse stad- en snelbuslijnen van de Hamburger Verkehrsverbundes.